# Teenage Dream (음반)
《Teenage Dream》은 미국의 가수 케이티 페리의 세 번째 정규 앨범이다. 앨범은 2010년 8월 24일 캐피톨 레코드를 통해 발매되었다. 페리는 Greg Wells, Dr. Luke, 맥스 마틴, 라이언 테더, 그렉 커스틴, 베니 블랑코, Ester Dean, 더 드림, Christopher "Tricky" Stewart와 같은 여러 프로듀서들과 함께 공동 작업을 했다.
음악적으로 앨범은 아바, 에이스 오브 베이스, 카디건스와 같은 1980년대 아티스트와 비슷한 팝, 록, 댄스 음악에 뿌리를 뒀다. Teenage Dream은 또한 디스코 록, 일렉트로 록, 뉴웨이브, 팝 록과 같은 록 음악의 대안 장르에서 영향을 받았다. 이 외에 하우스, 일렉트로닉, 힙합, 일렉트로팝, 펑크 팝, 유로디스코와 같은 다른 장르에서도 영향을 받았다. 앨범의 싱글들은 모두 세계적으로 큰 성공을 거뒀는데, "California Gurls", "Teenage Dream", "Firework", "E.T." featuring 카니예 웨스트, "Last Friday Night (T.G.I.F.)" 모두 빌보드 핫 100에서 연속으로 1위에 올랐다. 다섯 장의 싱글이 연속으로 1위에 오른 일은 마이클 잭슨의 Bad 이후 20년만에 있는 기록이다.
비평가들은 댄스 음악에 대해 칭찬을 하면서도 감성적인 콘텐츠가 부족하단 이유로 비판을 하며 혼합된 평가를 했다. Teenage Dream은 발매 첫 주 미국에서 192,000만 장을 팔아 빌보드 200 1위로 데뷔했다. 그리고 현재까지 200만 장 이상을 팔아 RIAA로부터 더블 플래티넘 인증을 받았다. 세계적으로는 550만 장의 판매고를 올리고있다. 페리는 이 앨범과 싱글들을 통해 제53회와 제54회 그래미 상에서 여러 부문에 걸쳐 후보에 올랐지만, 수상은 못했다. 또한 2011 주노 시상식에서 올해의 국제 앨범을 수상했다.
2012년 1월에는 Teenage Dream의 리패키지격 앨범 Teenage Dream: The Complete Confection을 발매한다고 발표했다. 이후 3월 26일 발매되었고, 빌보드 200 7위로 상승하는데 도왔다. 이 리패키지 앨범에서는 지금까지 두 장의 싱글이 발매되었다. 리드 싱글(전체에서는 일곱 번째) "Part of Me"는 세계적으로 성공을 거뒀는데, 빌보드 핫 100 1위로 데뷔했다. 5월에는 두 번째 싱글 "Wide Awake"를 발매했다.

## 프로모션
앨범의 프로모션은 2010년 5월 20일 CW 네크워크 채널에서 뉴욕의 "upfronts"에 출연해 리드 싱글 "California Gurls"를 공연하며 시작했다. 6월에는 MTV 무비 어워드에 출연해 피처링으로 참여한 스눕 독과 함께 "California Gurls" 공연을 했다. 또한 같은 달 독일의Next Topmodel 2010과 Le Grand Journal에서 공연을하며 프로모션을 진행했다. 이후 머취뮤직 비디오 어워드 2010과 《그레이엄 노튼 쇼》에서 "California Gurls" 공연을 했다. 2010년 9월 5일에는 베를린에서 열린 Teenage Dream 런치쇼에서 "Teenage Dream", "Last Friday Night (T.G.I.F.)", "Firework", "Not Like The Movies"를 불렀다.
2010년 7월 페리는 MTV 월드 스테이지 인 말레이시아에서 "Teenage Dream"을 공연했고, 뿐만 아니라 2010 틴 초이스 어워드 오프닝 공연을 맡았다. 8월에는 《더 모닝 쇼》와 《더 투데이 쇼》에 출연해 "California Gurls"와 "Peacock" 공연을 했다. 같은 달 《레이트 쇼 위드 데이비드 레터맨》에 출연해 처음으로 "Firework" 공연을 했다. 2011년 2월 13일에는 제53회 그래미 상에서 "Not Like the Movies"와 "Teenage Dream" 공연을 펼쳤다. 같은 해 10월 16일에는 영국의 The X Factor에서 "The One That Got Away"를 불렀다. 2012년 2월 13일 제54회 그래미 상에서 페리는 리패키지 앨범의 리드 싱글 "Part of Me"와 "E.T." 공연을 선보이며 The Complete Confection 프로모션을 시작했다.

### California Dreams Tour

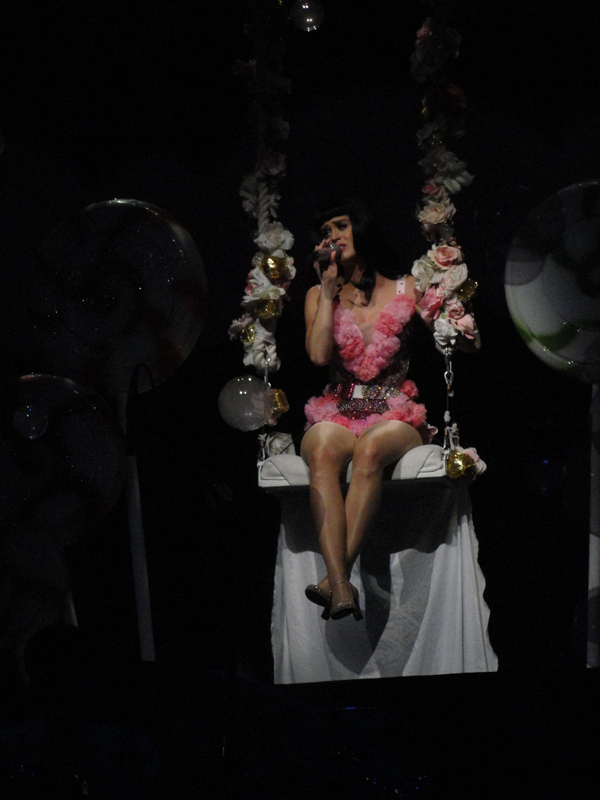
2011년 7월 20일 미국 시애틀에서 열린 California Dreams Tour 중 "Not Like the Movies" 공연중의 페리.

페리는 2011년 2월 20일 포르투갈 리스본을 시작으로 아시아 몇몇 국가와 북아메리카, 오세아니아, 유럽을 순회하는 월드 투어 California Dreams Tour를 시작했다. 투어는 총 5,950만 달러의 수익을 거둬 폴스타의 "2011 탑 25 월드와이드 투어" 순위 중 16위에 올랐다.

## Teenage Dream: The Complete Confection
Teenage Dream: The Complete Confection은 Teenage Dream의 리패키지 앨범으로, 2012년 2월 The Complete Confection에 대한 커버와 세부 사항을 드러냈다. 오리지널 앨범의 싱글이였던 "E.T."는 카니예 웨스트 피처링 버전을 수록했고, "Last Friday Night (T.G.I.F.)"는 미시 엘리엇 피처링 버전, "The One That Got Away"는 어쿠스틱 버전을 수록했다. 이외에 기존의 수록곡들을 포함해 "Part Of Me", "Wide Awake", "Dressin' Up" 세 곡의 새로운 노래를 수록했다. 뿐만 아니라 토미 선샤인이 만든 Teenage Dream의 여섯 장의 싱글들의 메가믹스도 수록했다.
리패키지 앨범의 첫 싱글로 2012년 2월 13일 "Part Of Me"를 발매했다. 이 싱글은 빌보드 핫 100 1위로 데뷔해 20번째 1위 데뷔 싱글이 되었다. 또한 페리의 일곱 번째 1위 싱글이며, 2010년대와 앨범의 여섯 번째 1위 싱글이다.
두 번째 싱글은 "Wide Awake"로, 2012 빌보드 뮤직 어워드에서 공연을 하며 처음으로 선보였다.

## 차트 성적
미국에서 앨범 발매 첫 주 192,000만 장을 팔아 빌보드 200 1위로 데뷔했다. 앨범은 현재 RIAA로부터 더블 플래티넘 인증을 받았고, 2012년 12월까지 2,600,000만 장의 음반 판매고를 올리고있다. 캐나다에서는 26,000만 장을 팔아 캐나다 앨범 차트 1위로 데뷔했다. 이후 CRIA는 플래티넘 인증을 했다.
오스트레일리아에서는 35,000만 장을 팔며 1위에 올랐고, 골드 인증을 했다. 오스트레일리아에서 1위로 데뷔한 뒤 210,000만 장을 팔아 오스트레일리아 음반 산업 협회(ARIA)는 트리플 플래티넘 인증을 했다. 뉴질랜드에서는 2위로 데뷔해 5주 후 1위로 올랐고 더블 플래티넘 인증을 받았다. 영국에서는 54,179만 장을 팔아 역시 1위로 데뷔했다. 2012년 4월까지 앨범은 영국에서 1,005,728만 장의 음반 판매고를 올리고있다.

## 트랙 리스트
| #   | 제목                                       | 작사·작곡                                                         | 재생 시간 |
| --- | ------------------------------------------ | ----------------------------------------------------------------- | --------- |
| 1.  | 〈"Teenage Dream"〉                        | 케이티 페리, 닥터 루크, 맥스 마틴, 벤자민 레빈, 보니 맥키         | 3:47      |
| 2.  | 〈"Last Friday Night (T.G.I.F.)"〉         | 케이티 페리, 닥터 루크, 맥스 마틴, 보니 맥키                      | 3:50      |
| 3.  | 〈"California Gurls"〉 (featuring 스눕 독) | 케이티 페리, 닥터 루크, 맥스 마틴, 벤자민 레빈, 보니 맥키, 스눕독 | 3:54      |
| 4.  | 〈"Firework"〉                             | 케이티 페리, 스타게이트, 샌디 빌헬름, 에스터 딘                   | 3:47      |
| 5.  | 〈"Peacock"〉                              | 케이티 페리, 스타게이트, 에스터 딘                                | 3:51      |
| 6.  | 〈"Circle the Drain"〉                     | 케이티 페리, 크리스토퍼 스튜어트, Monte Neuble                    | 4:32      |
| 7.  | 〈"The One That Got Away"〉                | 케이티 페리, 닥터 루크, 맥스 마틴                                 | 3:47      |
| 8.  | 〈"E.T."〉                                 | 케이티 페리, 닥터 루크, 맥스 마틴, DJ Ammo                        | 3:26      |
| 9.  | 〈"Who Am I Living For?"〉                 | 케이티 페리, 크리스토퍼 스튜어트, Monte Neuble, 브라이언 토마스   | 4:08      |
| 10. | 〈"Pearl"〉                                | 케이티 페리, Greg Wells, 크리스토퍼 스튜어트                      | 4:08      |
| 11. | 〈"Hummigbird Heartbeat"〉                 | 케이티 페리, 크리스토퍼 스튜어트, 스테이시 바트, Monte Neuble     | 3:32      |
| 12. | 〈"Not Like the Movies"〉                  | 케이티 페리, Greg Wells                                           | 4:01      |

| #   | 제목                                                                | 재생 시간 |
| --- | ------------------------------------------------------------------- | --------- |
| 13. | 〈"California Gurls" (featuring Snoop Dogg; Passion Pit Main Mix)〉 | 4:11      |
| 14. | 〈"Teenage Dream" (Kaskade Club Remix)〉                            | 6:27      |

## 차트
| 차트 (2010)                 | 최고 기록 |
| --------------------------- | --------- |
| 오스트레일리안 앨범 차트    | 1         |
| 오스트리아 앨범 차트        | 1         |
| 벨기에 앨범 차트 (플랜더스) | 10        |
| 벨기에 앨범 차트 (왈로니아) | 5         |
| 캐나디안 앨범 차트          | 1         |
| 체코 앨범 차트              | 8         |
| 덴마크 앨범 차트            | 14        |
| 네덜란드 앨범 차트          | 6         |
| 유러피안 탑 100 앨범        | 1         |
| 핀란드 앨범 차트            | 8         |
| 프랑스 앨범 차트            | 3         |
| 독일 앨범 차트              | 5         |
| 그리스 앨범 차트            | 3         |
| 헝가리안 앨범 차트          | 9         |
| 아일랜드 앨범 차트          | 1         |
| 이탈리안 앨범 차트          | 3         |
| 멕시칸 앨범 차트            | 11        |
| 뉴질랜드 앨범 차트          | 1         |
| 노르웨이 앨범 차트          | 18        |
| 폴란드 앨범 차트            | 7         |
| 포르투갈 앨범 차트          | 11        |
| 스코틀랜드 앨범 차트        | 1         |
| 스페인 앨범 차트            | 4         |
| 스웨덴 앨범 차트            | 11        |
| 스위스 앨범 차트            | 4         |
| 영국 음반 차트              | 1         |
| 미국 빌보드 200             | 1         |

| 차트 (2010)              | 순위 |
| ------------------------ | ---- |
| 오스트레일리아 앨범 차트 | 10   |
| 캐나디안 앨범 차트       | 20   |
| 유러피안 탑 100 앨범     | 25   |
| 프랑스 앨범 차트         | 51   |
| 독일 앨범 차트           | 51   |
| 뉴질랜드 앨범 차트       | 8    |
| 스위스 앨범 차트         | 52   |
| 영국 음반 차트           | 15   |
| 미국 빌보드 200          | 40   |
| 차트 (2011)              | 순위 |
| 오스트레일리아 앨범 차트 | 18   |
| 프랑스 앨범 차트         | 49   |
| 이탈리아 앨범 차트       | 76   |
| 멕시코 앨범 차트         | 42   |
| 뉴질랜드 앨범 차트       | 7    |
| 미국 빌보드 200          | 10   |
| 캐나다 앨범 차트         | 5    |
| 차트 (2012)              | 순위 |
| 미국 빌보드 200          | 25   |

## 인증
| 국가                                                                                         | 인증        | 판매량/출하량 |
| -------------------------------------------------------------------------------------------- | ----------- | ------------- |
| 아르헨티나 (CAPIF)                                                                           | 골드        | 20,000^       |
| 오스트리아 (IFPI 오스트리아)                                                                 | 골드        | 10,000*       |
| 벨기에 (BEA)                                                                                 | 골드        | 15,000*       |
| 캐나다 (뮤직 캐나다)                                                                         | 4× 플래티넘 | 320,000^      |
| 콜롬비아 (ASINCOL)                                                                           | 골드        |               |
| 덴마크 (IFPI Danmark)                                                                        | 골드        | 15,000^       |
| 프랑스 (SNEP)                                                                                | 2× 플래티넘 | 270,300       |
| 독일 (BVMI)                                                                                  | 플래티넘    | 200,000^      |
| 아일랜드 (IRMA)                                                                              | 2× 플래티넘 | 30,000^       |
| 이탈리아 (FIMI)                                                                              | 플래티넘    | 60,000*       |
| 일본 (RIAJ)                                                                                  | 골드        | 100,000^      |
| 멕시코 (AMPROFON)                                                                            | 플래티넘    | 60,000^       |
| 네덜란드 (NVPI)                                                                              | 골드        | 25,000^       |
| 뉴질랜드 (RMNZ)                                                                              | 3× 플래티넘 | 45,000^       |
| 필리핀 (PARI)                                                                                | 플래티넘    | 15,000*       |
| 러시아 (NFPF)                                                                                | 5× 플래티넘 | 120,000       |
| 싱가포르 (RIAS)                                                                              | 플래티넘    | 10,000*       |
| 스웨덴 (GLF)                                                                                 | 플래티넘    | 40,000        |
| 스위스 (IFPI 스위스)                                                                         | 골드        | 15,000^       |
| 영국 (BPI)                                                                                   | 5× 플래티넘 | 1,304,326     |
| 미국 (RIAA)                                                                                  | 8× 플래티넘 | 3,100,000     |
| 요약                                                                                         |             |               |
| 유럽 (IFPI)                                                                                  | 플래티넘    | 1,000,000*    |
| GCC (IFPI 중동)                                                                              | 골드        | 3,000*        |
| *판매량을 기반으로 한 인증 · ^출하량을 기반으로 한 인증 · 판매량+스트리밍을 기반으로 한 인증 |             |               |

## 발매일
| 국가       | 발매일          | 레이블        |
| ---------- | --------------- | ------------- |
| 미국       | 2010년 8월 24일 | 캐피톨 레코드 |
| 캐나다     | 2010년 8월 24일 | EMI 뮤직      |
| 멕시코     | 2010년 8월 24일 | EMI 뮤직      |
| 홍콩       | 2010년 8월 27일 | EMI 뮤직      |
| 세계       | 2010년 8월 30일 | EMI 뮤직      |
| 아르헨티나 | 2010년 9월 15일 | EMI 뮤직      |